# 小行星2788
小行星2788（2788 Andenne）是一颗绕太阳运转的小行星，为主小行星带小行星。该小行星于1981年3月1日发现。
該小行星以比利時的城市昂代訥命名。

## 轨道参数
小行星2788的轨道半长轴为2.5601515 UA，离心率为0.100。